# 1885
1885. је била проста година.

## Догађаји

### Фебруар
- 5. фебруар — Белгијски краљ Леополд II прогласио афрички Конго за лични посед под називом "Слободна Држава Конго".
- 28. фебруар — Председник Гватемале Хусто Руфино Барио издао је декрет о уједињењу Гватемале, Хондураса, Ел Салвадора, Никарагве и Костарике у једну државу и прогласио се врховним војним вођом Централне Америке.

### Март
- 4. март — Гровер Кливленд је инаугурисан за 22. председника САД.
- 10. март — Мексико је послао Гватемали упозоравајућу ноту захтевајући да одустане од планова за уједињење Централне Америке.
- 30. март: 
  - Битка код Кушке: Руско царство је повратило своју најјужнију границу од Авганистана.
  - Гватемалска војска је извршила инвазију на Ел Салвадор са циљем уједињења Централне Америке.

### Април
- 2. април — Председник Гватемале Хусто Руфино Бариос погинуо је у бици код Чалчуапе у Ел Салвадору. Процес уједињења Централне Америке је заустављен.
- 6. април — Конзервативац Мануел Лисандро Бариљас постао је председник Гватемале.

### Мај
- 2. мај — Белгијски краљ Леополд II прогласио се за краља нове Слободне државе Конго.

### Јун
- 9. јун — у Тјенђину је потписан споразум између Кине и Француске, чиме је окончан кинеско-француски рат. Кина је признала француски протекторат над Вијетнамом и доделила јој трговинске привилегије у провинцијама Јунан и Гуангси.
- 17. јун — поклон француског народа Сједињеним Државама, Статуа слободе, стигла је у Њујорк на француском пароброду Изер (растављена је на 350 делова ради транспорта; десна рука са бакљом, такође растављена, испоручена је још 1876. године).

### Јул
- 6. јул — Луј Пастер први пут је успешно применио вакцину против беснила на људском бићу.

### Август
- 29. август — Добијен је патент за први мотоцикл.

### Септембар
- 6. септембар — Источна Румелија је прогласила своје уједињење са Бугарском.

### Новембар
- 5. —  30. новембар — Цариградска конференција амбасадора Русије, Немачке, Велике Британије, Француске, Аустро-Угарске и Италије уз учешће представника Турске о питању уједињења Бугарске и Источне Румелије. Стране нису постигле договор. Коначни протокол је потписан 1886. године.[6].
- 14. новембар— Српско-бугарски рат Србија објавила Бугарској, а чији је непосредни повод било уједињење Кнежевине Бугарске и Источне Румелије, које је извршено кршењем одлука Берлинског конгреса, а нa штету Србије и Срба који су живели на тим подручјима пре и током османске власти.

## Рођења

### Март
- 11. март — Малком Кембел, енглески возач брзих аутомобила и чамаца († 1948)

### Април
- 12. април — Херман Хот, немачки генерал. († 1971)
- 13. април — Ђерђ Лукач, мађарски филозоф и књижевни критичар. († 1971)
- 15. април — Тадеуш Кутшеба, пољски генерал

### Мај
- 20. мај — Александер Лер, аустријско-немачки генерал

### Јун
- 19. јун — Стеван Христић, српски композитор. († 1958)

### Јул
- 8. јул — Хуго Бос, немачки модни креатор

### Август
- 7. октобар — Нилс Бор, дански физичар. († 1962)

### Новембар
- 11. новембар — Џорџ Смит Патон, амерички генерал из Другог светског рата. († 1945)
- 30. новембар — Алберт Кеселринг, немачки фелдмаршал

### Децембар
- 22. децембар — Боривоје Ж. Милојевић, географ, професор Београдског универзитета и академик САНУ.

## Смрти

### Мај
- 3. мај — Александар Карађорђевић, српски кнез од 1842. до 1858. (*1806)

### Јул
- 23. јул — Јулисиз С. Грант, амерички генерал и 18. председник САД. (*1822)

### Децембар
- 22. децембар — У Јапану је успостављена функција премијера. Први премијер је Ито Хиробуми.
- 25. децембар — У Нижњем Новгороду је пуштена у рад прва градска телефонска централа.